# Colt Cobra
La Colt Cobra è una rivoltella prodotta dalla Colt's Manufacturing Company.

## Storia
È stata prodotta dalla Colt dal 1950 al 1981, e nel dicembre del 2016 ne venne annunciata una nuova edizione con telaio in acciaio e alcuni componenti in fibra di carbonio. Questo modello è stato poi messo in produzione all'inizio del 2017.

## Descrizione
Ha un tamburo di sei colpi ed è stata progettata per utilizzare proiettili del tipo .38 Special, .32 Colt New Police e .22 LR.